# Язык поэзии
«Язы́к поэ́зии» (др.-сканд. Skáldskaparmál) — вторая часть «Младшей Эдды», написанной Снорри Стурлусоном приблизительно в 1220 году. Содержит около 50 000 слов.

## Содержание
Язык поэзии представляет собой диалог между скандинавским богом моря Эгиром и богом поэзии Браги. В диалоге переплетены скандинавские мифы и экскурс, подчеркивающие природу построения скальдического стиха.
В этой части Младшей Эдды даётся понятие кеннинг, после чего Браги дает систематизированный перечень кеннингов для различных людей, мест и вещей. Затем Браги переходит к обсуждению деталей поэзии и конкретных хейти, слов не являющиеся перифразами (напр. конь и лошадь). Далее даётся систематизированный перечень хейти, что можно назвать поэтическим тезаурусом.